# 昆托维琴蒂诺
昆托维琴蒂诺（義大利語：Quinto Vicentino），是意大利威尼托大区维琴察省的一个市镇。总面积17平方公里，人口5706人，人口密度335.6人/平方公里（2009年）。国家统计（ISTAT）代码为024083。